# پرواز ۴۰۴ ژاپن ایرلاینز
پرواز ۴۰۴ ژاپن ایرلاینز هواپیمایی مسافربری بود که در ژوئیهٔ ۱۹۷۳ توسط هواپیماربایان فلسطینی و ژاپنی ربوده شد.
هواپیما در ۲۰ ژوئیهٔ ۱۹۷۳ از فرودگاه بین‌المللی شیپخول آمستردام، هلند، و از طریق فرودگاه بین‌المللی تد استیونز انکوریج، آلاسکا، به سمت فرودگاه بین‌المللی توکیو (هانه‌دا)، ژاپن حرکت کرد. هواپیما یک بوئینگ ۷۴۷ با ۱۲۳ مسافر و ۲۲ خدمه بود. پنج هواپیماربا که در میان مسافران بودند چهار عضو جبهه مردمی آزادی فلسطین و به سردستگی اوسامو مارواُکا، عضو ارتش سرخ ژاپن بودند.
پرواز اندکی بعد از بلند شدن از فرودگاه شیپخول ربوده شد. در جریان هواپیماربایی نارنجکی که در دست یکی از هواپیماربایان بود منفجر شد و به کشته شدن او و زخمی شدن سرمهماندار منجبر شد. سردستهٔ هواپیماربایان بلافاصله در مکالمه با مراقبت پرواز خود را ال کاسار و هواپیماربایی را با نام جنبش آزادی‌بخش فلسطین اعلام کرد.  پس از اینکه چندین دولت خاورمیانه‌ای اجازهٔ بر زمین نشستن به پرواز ۴۰۴ ندادند، سرانجام هواپیما در دبی، در امارات متحدهٔ عربی فرود آمد. پس از چندین روز ماندن در هواپیما، هواپیماربایان درخواست برای آزادی کوزو اکاموتو، بازماندهٔ حملهٔ گروه ارتش سرخ ژاپن به فرودگاه لود تل‌آویو کردند.
پس از اینکه دولت اسرائیلی از آزاد کردن اکاموتو سر باز زد، هواپیماربایان ابتدا با هواپیما به دمشق در سوریه پرواز کردند، سپس به بنغازی در لیبی رفتند.  در ۲۳ ژوؤیه، ۸۹ ساعت پس از آغاز هواپیماربایی مسافران و خدمه آزاد شدند، سپس هواپیماربایان هواپیما را در فرودگاه بین‌المللی بنینه در لیبی منفجر کردند. ماروکا توسط مقامات لیبیایی دستگیر شد و اعلام شد دادگاهی خواهد شد، اما بعدتر بی‌سروصدا و بدون محاکمه و در اثر مراحم قذافی آزاد شد.
ماروکا همچنان فراری بود تا در ۱۹۷۷ هواپیماربایی پرواز ۴۷۲ ژاپن ایرلاینز را هدایت کرد. او تا سال ۱۹۸۷ همچنان فراری بود تا اینکه سرانجام هنگام ورود به ژاپن با یک پاسپورت جعلی دستگیر شد. به حبس ابد محکوم شد و در ۲۹ مه ۲۰۱۱ مرد.